# 盐湖城圣殿
盐湖城圣殿（Salt Lake Temple）是耶稣基督后期圣徒教会全世界150多个圣殿中规模最大，也是最著名的一个，是犹他州盐湖城占地10英亩（40,000平方米）的圣殿广场的核心。因為位於耶稣基督后期圣徒教会總部和它的歷史意義，每年都有許多來自世界各地的教徒前来拜访。
它是1893年建成的第六座圣殿，由教会建成，需要40年才能竣工，这是自1846年伊利诺伊州納府摩尔门难民被迫离开以来建造的第四座圣殿。 在2019年4月19日，教会宣布该座圣殿将在2019年12月29日关门，以进行大体改建和地震修复，预计将花费大约四年的时间。
盐湖城圣殿是总会会长团和十二使徒定额组每周的会议地点。因此，盐湖城圣殿有其他圣殿所无的至圣所。
盐湖城圣殿面向耶路撒冷的方向，令人想起所罗门圣殿。
盐湖城圣殿庭院是著名的旅游景点，但因为对耶稣基督后期圣徒教会成员而言圣殿里的仪式是甚为神圣，该座圣殿内部就不向游客开放，圣殿之是向准备好而拥有圣殿推荐书的教会成员开放。

## 圣殿细节
盐湖城圣殿是犹他州盐湖城10英亩（4.0公顷）圣殿广场的核心。与其他耶稣基督后期圣徒教会圣殿一样，教会及其成员也认为圣殿是神圣的，因此要求人获得圣殿推荐书才能进入，因此圣殿内没有进行公共游览，不过圣殿广场中的其他相邻建筑物还有公共游览。 1912年，雅各·陶美芝长老（James E. Talmage）在《主之家》（The House of the Lord）一书中发布了内部的第一张公共照片。从那时起，各种照片被出版，包括1938年的《生活》杂志。圣殿园子对公众开放，是一个受欢迎的旅游胜地。由于其在教会总部的位置及其历史意义，来自世界各地的后期圣徒光顾了这座圣殿。
盐湖城圣殿也是教会总会会长团和十二使徒定额組每周举行的会议的地点。 因此，圣殿中有专门用于这些目的的会议室，包括圣殿至圣所，这些不是其他圣殿有的。
该圣殿包含一些被认为可以唤起耶路撒冷所罗门圣殿的元素。它面向耶路撒冷，用作洗礼池的大盆地像所罗门圣殿中的铜海一样，被安放在十二只牛的背上（见历代志下4：2-4）。 在圣殿的东端，中心石峰到天使摩罗乃底的高度为210英尺（64公尺）或120肘， 使这座圣殿比所罗门圣殿高20肘。

## 圣殿用途
耶稣基督后期圣徒认为圣殿是神的家，为举行后期圣徒活动的特殊仪式保留。 圣殿里房间包括洗礼室，证实室，礼拜堂，先行礼室，恩道门室，印证室，以及其他办公室，更衣室，候诊室和会议室。教会成员相信借着这些仪式或教仪他们能与神立圣约（一种与神的约定）而获得神的帮助，启示，保护和力量。为了学习更多关于月酥基督后期圣徒教会圣殿教仪见耶稣基督后期圣徒教会圣殿

## 圣殿的建造和奉献

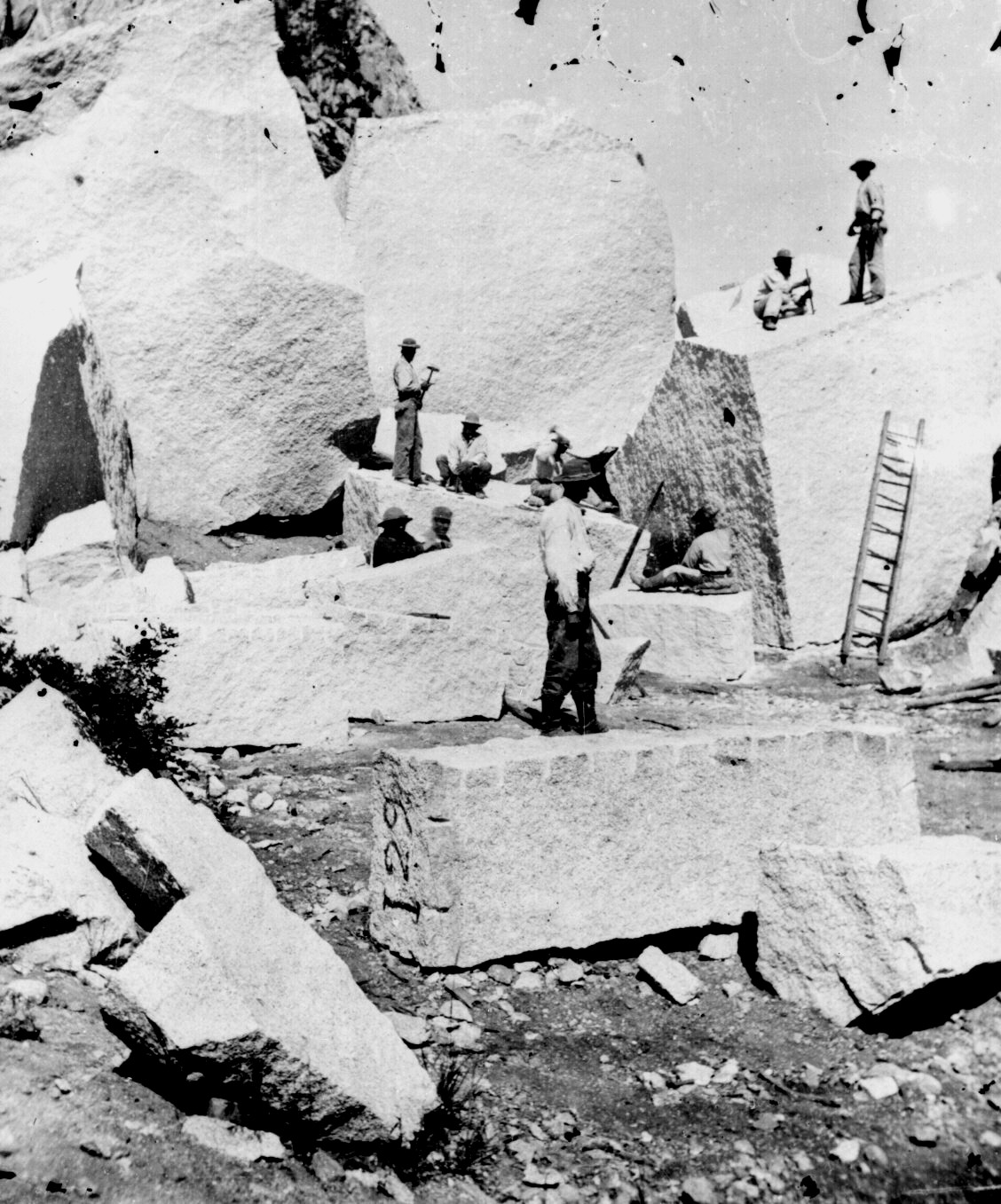
圣殿外墙的花岗岩在小棉木峡谷被采石 (1872年)

教会的第二任总会会长杨百翰（Brigham Young）于1847年7月28日指示了圣殿遗址，当时他四天前刚达到盐湖谷。 圣殿遗址由禧伯·甘长老（Heber C. Kimball）于1853年2月14日奉献。圣殿奠基仪式由杨会长于1853年4月6日主待。建筑师是杜鲁门·安杰尔（Truman O. Angell），这座圣殿具有哥德式和罗马式的元素。
砂岩最初用于基础。 在犹他战争期间，基石被埋葬了，土地看起来像是一块被犁过的土地，以避免美国部队不必要的注意。 1858年紧张局势缓解后，教会继续了圣殿的建造，人们发现许多基石都开裂了，因此不适合使用。 尽管不是所有的砂岩都被替换了，但是不足的砂岩也被替换了。 墙壁是来自圣殿遗址东南20英里（32公里）的小棉木峡谷的石英蒙脱石（具有花岗岩外观）。 牛最初运输的是采石场，但随着1869年美国横贯大陆铁路接近完工，其余的石头以更快的速度通过铁路运输。
教会第四任总会会长伍惠福（Wilford Woodruff）操纵电动机和开关，于1892年4月6日铺设了覆盖有花岗岩石球体的花岗岩层，上面装有天使摩罗乃雕像。 当日晚些时候，高12.5英尺（3.8 公尺）的天使摩罗乃雕像被放置在尖塔的顶部。在此时伍会长提议在一年之内完成圣殿的内部装饰，这将使这座圣殿在建造之日起可以使用40年。 约翰·温德主教（John R. Winder）有助于按时监督内部装修的完成。 在1910年去世之前，他一直当圣殿会长团的一份子。伍会长于1893年4月6日为该圣殿主待了圣殿奉献仪式，正好是奠基40年之后。

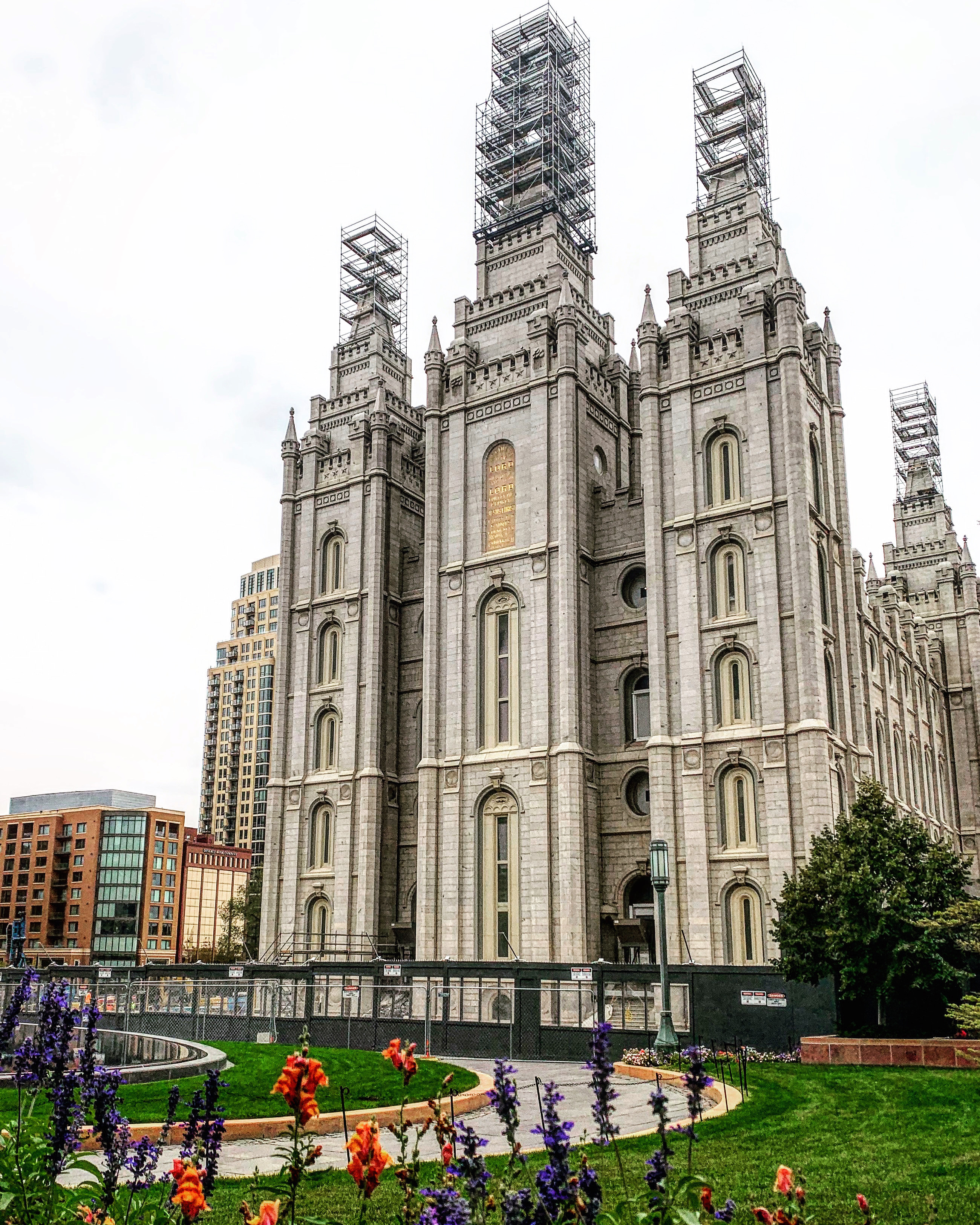
盐湖城圣殿正在装修 (2020年拍的)

在2019年底，这座圣殿因进行地震翻新而关们，旨在使其能够承受7.3级地震，这是盐湖谷地区预计最强烈的地震； 工程预计需要大约四年的时间才完工。圣殿广场的一些其他设施将按照地震法规进行拆除，重建和现代化。 机械，电气和水暖系统将被替换，最初计划对内部及其历史文物进行保护（尽管后来计划有所更改，一些历史元素被移除），并对广场和景观进行了改造。 在整个翻新过程中，游客准入和旅游业将保持不变，但要以规范和协调的方式进行。
在开始装修之前，教会领袖表示将保留圣殿的独特历史遗迹。 教会的工作人员表示，将特别努力突出和尊重先驱者工艺，并指出内部基本保持不变。发布了各种效果图，显示用于捐赠仪式的教学室将保持原样，并保留原始布局，木制品和壁画。2021年3月，教会再宣布对装修计划进行的更改，从而影响了这座圣殿历史悠久的内部建筑的一些元素。 逐步的逐间居住恩道门仪式将被取消，圣殿的布局将发生变化，洗礼室移至附楼，并在其位置建造新的教学室。 其他房间和墙壁将被重新配置，需要拆除圣殿的几个壁画。 在壁画被永久删除或毁坏之前，对圣殿的壁画和许多其他历史特征进行了拍照和其他记录。这些变化将显着增加容纳人数，并可能增加封闭的时间。
圣殿装修包含底下的变化：
- 圣殿墙壁和屋顶的结构加固将与安装在庞大基础下的基础隔离系统（最先进的防震技术）配合使用，以减轻地震活动的影响。
- 现代的机械，电气和管道系统将取代整个圣殿中陈旧和过时的设备。
- 该圣殿北侧现有的附楼和印证室侧楼建于1960年代，将被拆除和更换。两个较小的顾客凉亭将取代附件，印证室的机翼将稍宽一些，并且更符合其延伸的外墙设计。
- 推荐书柜台将位于地下，上面有宽敞的天窗，并享有上方圣殿的壮丽景色。客人可以从地上客人亭子或从街对面的教会大会中心地下停车场透过一条大走廊进入。
- 圣殿的历史悠久的内部将得到恢复和更新，重现维多利亚时代风格的深色木材，丰富色彩和花纹织物的调色板。
- 将增加两个教学室，十个印证室和第二个洗礼室，以增加圣殿的容纳人数。新的教学室将取代以前的洗礼室，北附件的下层将建两个新的洗礼室。
- 现场演员逐步在房间间进行恩道门的演示将由单间视频演示代替。教学室壁画将被拍照，记录并永久移除。
- 当前围绕圣殿广场的实心墙部分将被装饰性围栏所取代，以提供更好的视野，并从南北方向进入圣殿。
- 南部游客中心将被拆除，取而代之的是两个较小的游客凉亭，这些凉亭不会遮挡南方的圣殿。
- 教会办公大楼以南的广场和景观将得到修复和翻新，以更加重视教会的国际存在并改善访客的体验。